# Phoenix Goodman
Phoenix Goodman (11 de noviembre de 2005) es una deportista británica que compite en taekwondo. Ganó una medalla de bronce en el Campeonato Europeo de Taekwondo de 2024, en la categoría de –46 kg.

## Palmarés internacional
| Campeonato Europeo | Campeonato Europeo | Campeonato Europeo | Campeonato Europeo |
| Año                | Lugar              | Medalla            | Categoría          |
| ------------------ | ------------------ | ------------------ | ------------------ |
| 2024               | Belgrado (Serbia)  | Medalla de bronce  | –46 kg             |